# Ferrobaires

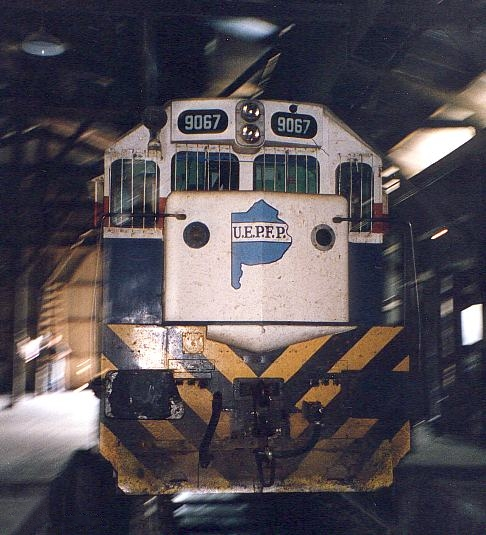
Locomotora con logo de la UEPFP.

La Unidad Ejecutora del Programa Ferroviario Provincial (UEPFP) —conocida por su nombre comercial Ferrobaires— fue una empresa pública argentina propiedad de la provincia de Buenos Aires. Creada el 15 de enero de 1993 por el decreto provincial 99/1993, heredó de Ferrocarriles Argentinos la prestación del servicio interurbano de pasajeros tanto en su provincia de origen como en la vecina La Pampa, abarcando parte de las líneas Roca, Sarmiento y San Martín de la red ferroviaria argentina a través de un convenio ratificado por la ley provincial 11.547. Además de operar los servicios regulares en ambas provincias, recibió en concesión la administración de la infraestructura del ramal Constitución-Mar del Plata-Miramar (en el tramo comprendido entre Altamirano y esta última), en el que corría también un tren especial denominado El Marplatense, a la ciudad de Mar del Plata, principal puerto y polo turístico de la provincia. Transportaba un promedio de 1.500.000 pasajeros anuales.

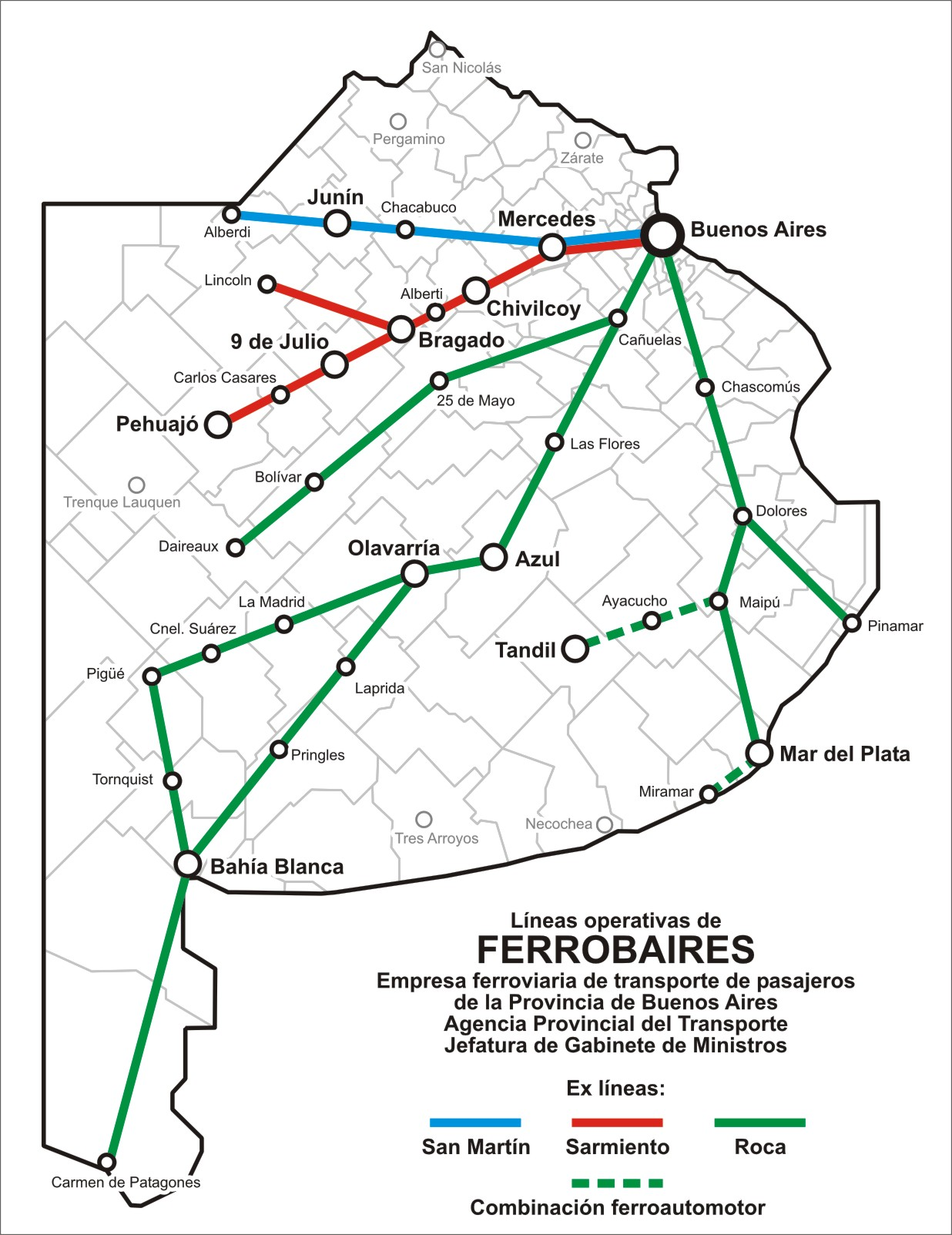
Líneas operativas de Ferrobaires y principales destinos en 2012.

El 30 de junio de 2016, la entonces gobernadora María Eugenia Vidal decidió suspender por decreto todos los servicios de la empresa, dejando cientos de pueblos aislados. Así fue como se levantaron los servicios ferroviarios de los ramales hacia las ciudades de Tandil, 25 de Mayo, Chascomús, Bragado, Junín y Alberdi, a Bahía Blanca vía Pringles, Coronel Boerr, Cacharí, Hinojo, Las Martinetas, Laprida, Pringles, Villa Ventana y Saldungaray, así como a la totalidad de La Pampa. En total, la cancelación de servicios afectó a 104 localidades y a más de 670.000 habitantes.
No se trabajó para reponer el servicio y, tras diferentes cabildeos, finalmente se optó revertir la operatoria a la empresa nacional Ferrocarriles Argentinos (Trenes Argentinos Operaciones). Finalmente, el 27 de julio de 2017, la titularidad de todos los ramales de Ferrobaires fue transferida a Ferrocarriles Argentinos. La empresa, ya sin prestar servicio alguno, oficialmente dejó de existir el 15 de marzo de 2018.

## Historia
En el marco del proceso de privatización masiva encabezado por el gobierno de Carlos Menem, la empresa estatal Ferrocarriles Argentinos fue racionalizada, desmembrada y privatizada entre 1991 y 1995, lo cual resultó en la desaparición de prácticamente todos los servicios de pasajeros de media y larga distancia [cita requerida]o su concesión a los gobiernos provinciales que quisiesen hacerse cargo de los mismos, siendo este último caso el de Ferrobaires. Esta situación se vio agravada aún más debido a la crisis de 2001. Sin embargo, durante los primeros años de su existencia, muchos servicios fueron restablecidos, incluyendo el trayecto desde Plaza Constitución, en la Ciudad de Buenos Aires, hasta Carmen de Patagones, en el límite con la provincia de Río Negro. Si bien en un principio la UEPFP fue pensada como un organismo de transición hasta la privatización del servicio, se fue manteniendo con los años aunque hubo algunos intentos de venderla a algún inversor privado por parte del gobierno provincial. Una particularidad es que las formaciones de Ferrobaires mantuvieron el último esquema de colores heredado de Ferrocarriles Argentinos, con mínimos cambios.

Hacia 2006 Ferrobaires mostraba problemas de mantenimiento en locomotoras, lo que motivó mayores reducciones en los servicios prestados, frecuentes demoras y cancelaciones. Tras meses de negociaciones con el gobierno nacional, el 8 de febrero de 2007 se firmó un convenio entre los estados nacional y bonaerense estableciendo la transferencia de los servicios concesionados a la Unidad Ejecutora del Programa Ferroviario Provincial, promulgado el 13 de julio de 2007 a través de la ley provincial 13.705 y el decreto provincial 1475/2007. A través del convenio se crearon una Unidad de Gestión Operativa y una Unidad Operativa de Transferencia destinada a que "se efectúen inventarios, estados patrimoniales, programas de mantenimiento, relevamiento de personal y toda otra acción que resulte conducente" en un plazo de 180 días prorrogable. Las partes se comprometieron a mantener en operación todos los corredores concesionados entre 1992 y 1993, además de garantizar la estabilidad laboral de los trabajadores de Ferrobaires en el traspaso.

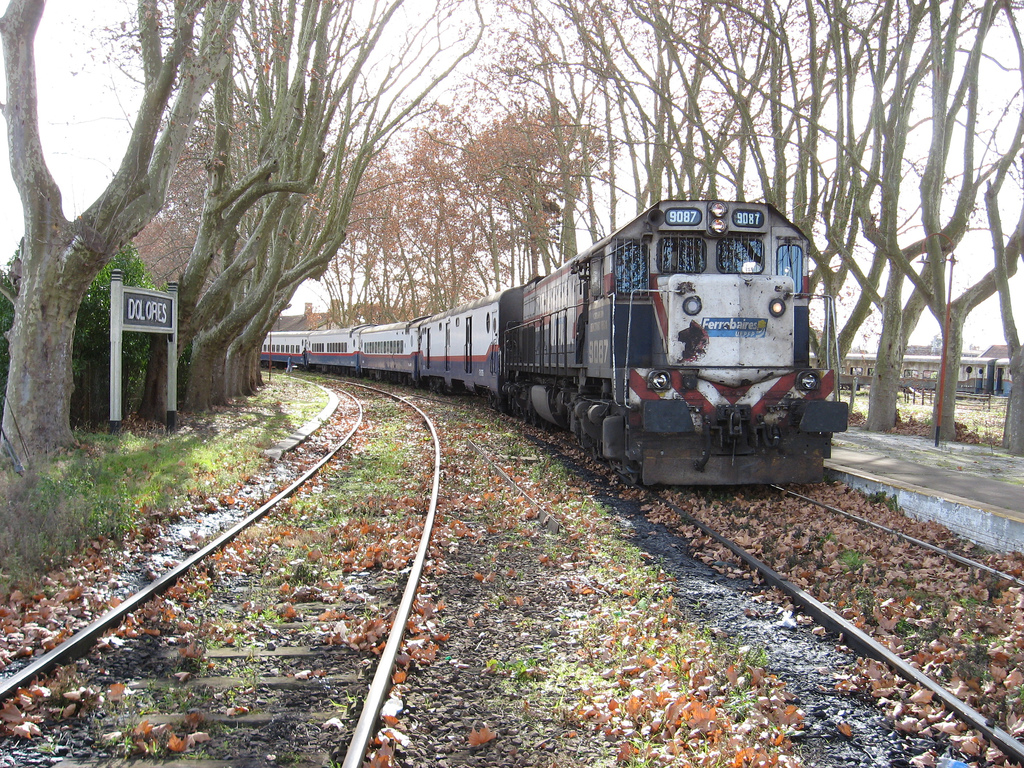
Tren de Ferrobaires en Dolores.

A lo largo del siglo XXI la empresa pública creció incorporando nuevos servicios y ramales. En 2014 en Goycochea, una localidad de 500 habitantes cercana a Tandil,  el gobernador Daniel Scioli inauguró un nuevo ramal ferroviario de la empresa a Tandil.
El 16 de febrero de 2011, a las 18:45 de la tarde, una formación de Ferrobaires que hacía el trayecto Retiro-Junín embistió por detrás a un tren de la línea San Martín.  Tras el accidente, la empresa fue intervenida por el gobierno provincial.
El 4 de abril de 2011, una formación de Ferrobaires que hacía el trayecto Mar del Plata - Constitución, se encontraba detenida por un desperfecto técnico a la altura de Monasterio, una localidad del partido de Lezama, provincia de Buenos Aires, cuando fue embestida por una locomotora que se había designado para realizar el auxilio. Este hecho impidió el regreso de los servicios entre Plaza Constitución y Pinamar durante casi una década, que se restableció brevemente durante 2015 para luego dejar de funcionar nuevamente por problemas con la crecida del Río Salado. Terminó por restablecerse el 22 de enero de 2021 con una combinación entre el servicio a Mar del Plata y un coche motor ubicado en la estación de General Guido para continuar el trayecto hacia Pinamar.
En julio de 2012, la UEPFP comenzó a operar un nuevo servicio hacia el sur de la provincia, llegando a San Miguel del Monte, Cañuelas, Las Flores, Rauch y Tandil. En el año 2013 se sumó el tren turístico a Vela y Gardey, y junto con Raúl Troncoso se trabajó para llevar un servicio a localidades rurales que quedarían unidas a través de la vía con Ayacucho y así relanzar el turismo en dichas localidades, proyecto que no prosperó ya que el gobierno de María Eugenia Vidal decidió suspender los servicios de la empresa Ferrobaires junto con el servicio del tren "El Tandilero" que también se encargaba de operar, lo que representó un duro golpe a las localidades de Vela y Gardey que tenían además el tren turístico.
En abril de 2015 se aprobó la Ley 27.132 de Ferrocarriles Argentinos, que volvía a estatizar todos los servicios ferroviarios de pasajeros en el país. Sin embargo, Ferrobaires continuó operando sus servicios a pesar de la mala calidad en la que se encontraba el material rodante
El 30 de junio de 2016, a las 06:27 de la mañana, una formación de Ferrobaires (nuevamente en el trayecto Retiro-Junín) 25 personas sufrieron heridas. En junio de 2016, María Eugenia Vidal le dio la estocada final a la Unidad Ejecutora del Programa Ferroviario Provincial, más conocida como Ferrobaires que trasladaba a 1,5 millones de pasajeros y conectaba a más de 100 pueblos y ciudades bonaerenses.

En 2016 la gobernadora de la provincia de Buenos Aires, María Eugenia Vidal decretó la suspensión de todos los servicios de la empresa. Con ello, se levantaron los servicios ferroviarios de los ramales que se dirigen a las localidades de Tandil, 25 de Mayo, Chascomús, Bragado, Junín y Alberdi, a Bahía Blanca vía Pringles y a La Pampa, Coronel Boerr, Cacharí, Hinojo, Las Martinetas, Laprida, Pringles, Villa Ventana y Saldungaray. La cancelación de servicios afectó en total a 104 pueblos y ciudades, y a más de 670.000 habitantes. 

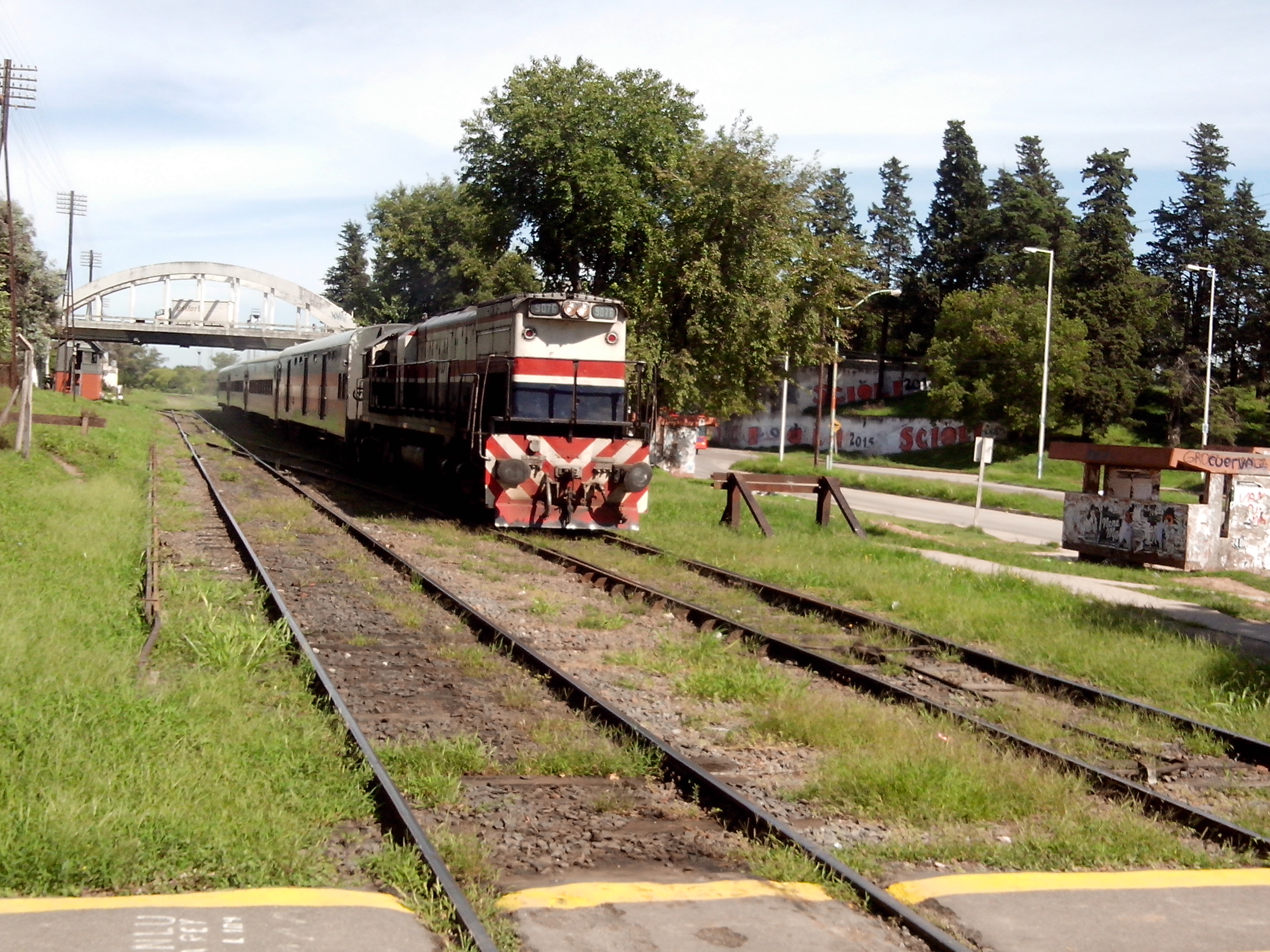
Tren interurbano de Ferrobaires en Luján.

Tras una larga disputa con el gobierno nacional, se decidió traspasar los servicios a Ferrocarriles Argentinos. El 27 de julio de 2017, se oficializó el traspaso de Ferrobaires al estado nacional. Tras el traspaso, delegados de la Asociación del Personal de Dirección de los Ferrocarriles Argentinos (APDFA) denunciaron el vaciamiento y militarización de la empresa Ferrobaires, señalando la designación de militares en diferentes áreas de la empresa, como el encargado del área de combustible, Raúl Alfonso, militar retirado, o el ex subcomisario bonaerense, Daniel Eduardo Álvarez (excandidato a concejal del PRO en San Miguel y donador de fondos a la campaña del entonces presidente de la nación, Mauricio Macri), entre otros.

## Servicios concesionados
En concreto, fueron transferidos a la provincia de Buenos Aires a través de los decretos nacionales 1168/1992 y 770/1993 la operación en los corredores: 
- Plaza Constitución - Bahía Blanca
- Plaza Constitución - Mar del Plata - Miramar (incluyendo la administración del tramo General Altamirano - Mar del Plata - Miramar y la rehabilitación del sector General Guido - General Madariaga - Vivoratá)
- Plaza Constitución - San Carlos de Bariloche
- Plaza Constitución - Quequén
- Plaza Constitución - Bolívar
- Olavarría - Bahía Blanca
- Once - Toay
- Once - General Pico
- Once - Lincoln
- Lincoln - Villegas
- Lincoln - Pasteur
- Once - Villegas
- Once - Darragueira
- Retiro - Alberdi
- Retiro - Junín
- Federico Lacroze - Rojas (1435 mm)

## Servicios prestados
Servicios prestados por la empresa a julio de 2016:
| Corredor Roca       |                             |                                                                        |
| Desde               | Hasta                       | Días salida                                                            |
| Constitución        | Mar del Plata               | En servicio por SOFSE                                                  |
| Constitución        | Tandil                      | Suprimido                                                              |
| Tandil              | Vela                        | Suprimido                                                              |
| Constitución        | Bahía Blanca (vía Lamadrid) | En servicio por SOFSE (suspendido en 2023)                             |
| Constitución        | Bahía Blanca (vía Pringles) | Suprimido                                                              |
| Constitución        | 25 de Mayo                  | Suprimido                                                              |
| Corredor San Martín |                             |                                                                        |
| Retiro              | Alberdi                     | Extendido a Estación Rufino por SOFSE en servicio (suspendido en 2024) |
| Retiro              | Junín                       | En servicio por SOFSE                                                  |
| Corredor Sarmiento  |                             |                                                                        |
| Once                | Bragado                     | En servicio por SOFSE                                                  |
| Once                | Carlos Casares              | En servicio y extendido a Pehuajó por SOFSE (suspendido en 2024)       |